# Peter Nöcker

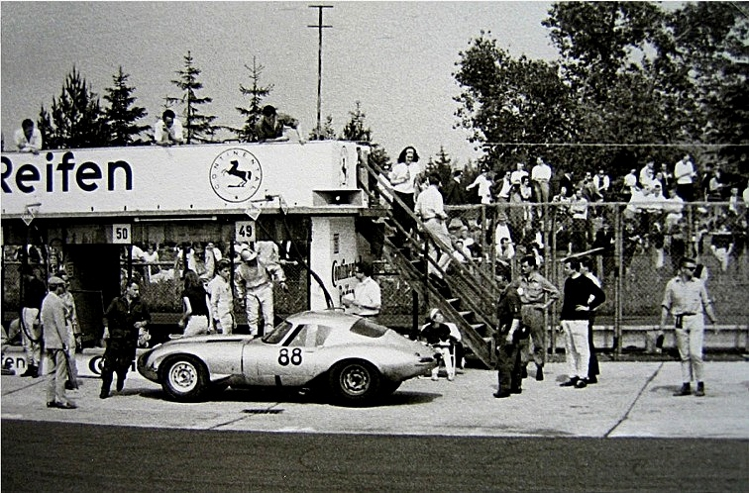
Jaguar E-Type Peter Nöcker alla 1000 km Nürburgring 1964

Peter Nöcker (Düsseldorf, 30 aprile 1928 – Meerbusch, 7 ottobre 2007) è stato un pilota automobilistico tedesco, vincitore del ETCC nel 1963 e con all'attivo due partecipazioni alla 24 ore di Le Mans (1964, 1965).

## Palmarès
- European Touring Car Championship: 1
1963 su Jaguar Mark II